# VW T2-Elektrotransporter

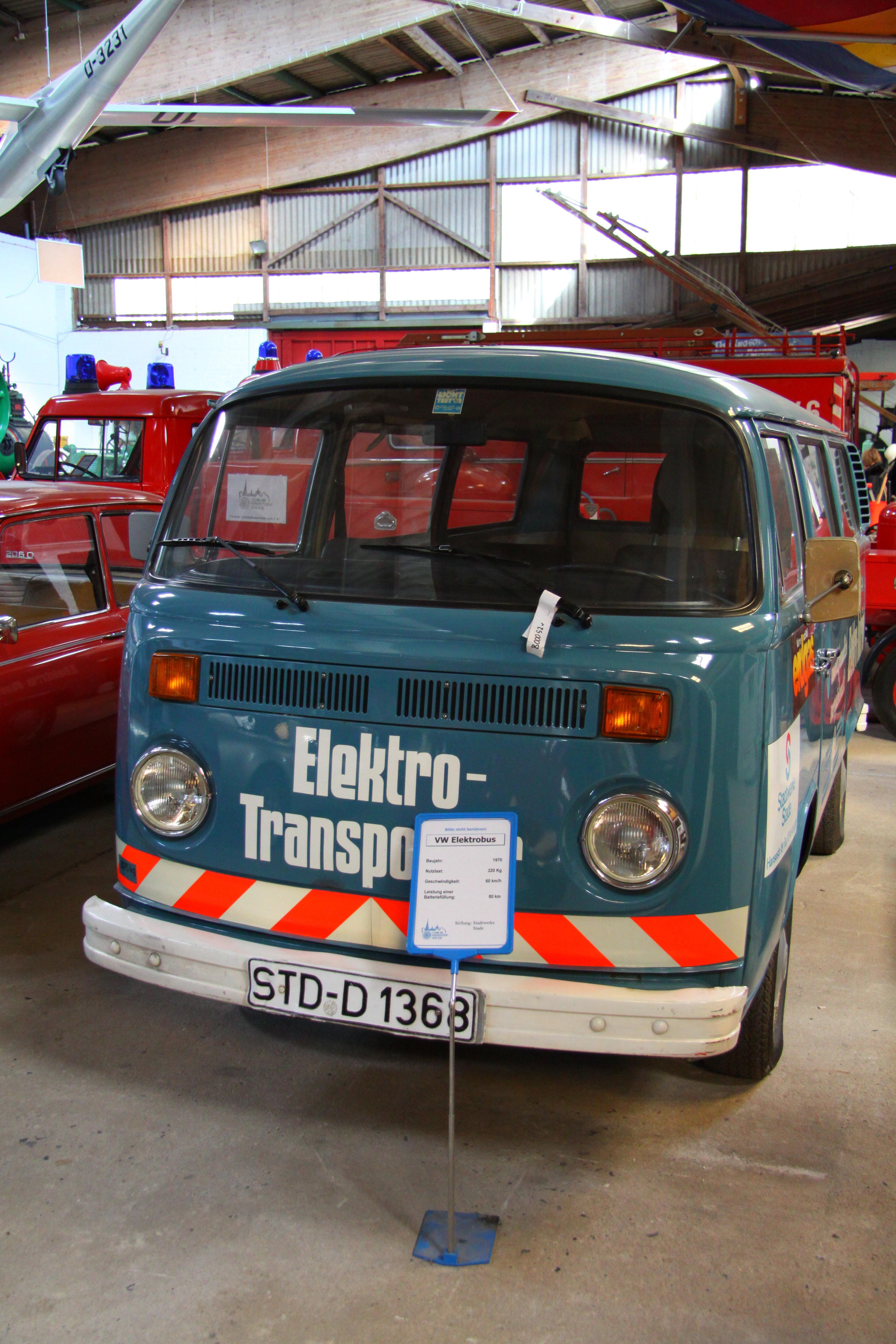
Der erste ausgelieferte T2-Elektro im Technik- und Verkehrsmuseum Stade

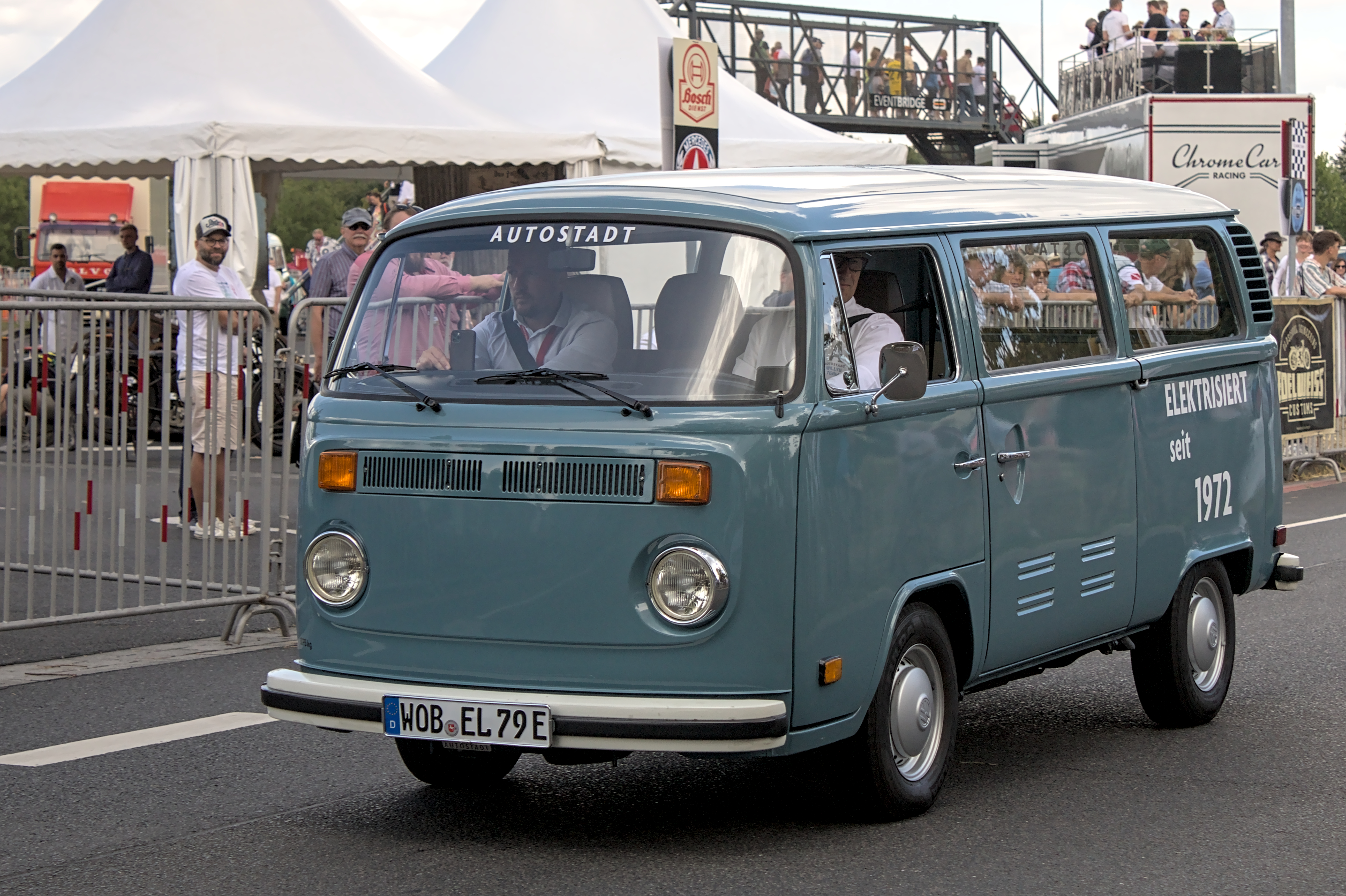
Fahrzeug bei den Classic Days 2022

Der VW T2-Elektrotransporter war ein Anfang der 1970er Jahre von der Volkswagen AG entwickeltes Elektrofahrzeug. Der auch VW T2b Typ 2150 „Elektrotransporter“ genannte Kastenwagen war ein umgerüsteter Kleintransporter des Typs T2 („Bulli“) und das erste von Volkswagen entwickelte elektromobile Serienfahrzeug.

## Geschichte
Anfang der 1970er Jahre suchte die Automobilindustrie angesichts des nicht zuletzt durch die erste Ölkrise gestiegenen Bewusstseins bezüglich knapper werdender Ressourcen nach alternativen, umweltfreundlichen und zukunftsweisenden Antrieben. Ein Ergebnis dieser Überlegungen bei Volkswagen war der erste elektrische VW-Bulli, der ein großes Medienecho erregte: Das war auch gewollt, denn mit zunächst vorgesehenen „10 bis 20 Fahrzeugen“ wollten die Ingenieure seinerzeit Denkanstöße geben – insbesondere im Hinblick auf eine Unabhängigkeit vom Erdöl. In der Literatur wird der Beginn der Produktion auf 1972 oder 1975 datiert.
Als erster Kunde erhielten die Stadtwerke in Stade einen elektrisch angetriebenen T2. Bei einem erfolgreichen Verlauf des ambitionierten Volkswagen-Projektes wollte VW in einer zweiten Stufe, etwa ab dem Jahr 1974, rund 200 zusätzliche Fahrzeuge herstellen, damit weitere Erfahrungen gesammelt würden und auf noch breiterer Basis die Entwicklung fortgeführt werden könnte.
Ein vergleichbarer Kleintransporter mit Elektroantrieb war seinerzeit der Elektro-Daily von Fiat/OM/IVECO.

## Fahrzeugbeschreibung
Für den Antrieb des Fahrzeugs sorgte ein Elektromotor, der eine Dauerleistung von 16 kW (22 PS) und eine Kurzleistung von 32 kW (44 PS) hatte. Spätere Modelle verfügten über eine Leistung von 17 kW (23 PS) und eine Spitzenleistung von 33 kW (45 PS).
Die Bleibatterien waren in einem voluminösen Fach unter dem Ladeboden zwischen Vorder- und Hinterachse untergebracht. Die Batterien wogen 850 kg.
Die für die schweren Batterien notwendige Fahrwerks- und Bodenverstärkung brachten den T2-Elektrotransporter auf ein Eigengewicht von rund 2,2 Tonnen. Die Zuladung betrug etwa 800 kg.
Die Höchstgeschwindigkeit lag bei 75 km/h. Die Reichweite wird mit 50 km bis 80 km angegeben. Das geplante Einsatzgebiet für den Elektro-T2 lag aufgrund der geringen Reichweite vor allem im Nahverkehr sowie in Ballungsgebieten. Reichweiten von bis zu 50 km entsprachen dem bevorzugten Bewegungsprofil.
Eine Besonderheit wiesen die Fahrzeuge auf: Zum Fahrtrichtungswechsel musste lediglich ein Schalter betätigt werden.
Wenn die Batterie entladen war, musste der Elektrowagen jeweils für mehrere Stunden an ein Ladegerät angeschlossen werden. Alternativ konnte der komplette Batteriesatz ausgetauscht werden. Hierzu hatte die RWE durch ihre Tochter-Gesellschaft für elektrischen Straßenverkehr (GES) in einigen Städten Spezialtankstellen errichtet, wo verbrauchte Batterien auch gegen frische Akkus ausgetauscht werden konnten.
Die Presse zeigte sich seinerzeit skeptisch, nicht zuletzt angesichts der Anschaffungskosten für das Elektrofahrzeug in Höhe von rund 60.000 DM gegenüber rund 15.000 bis 17.000 DM für einen herkömmlichen T2. Etwa zeitgleich wurde berichtet, die US-amerikanische Weltraumbehörde NASA erprobe Batterien mit Nickel-Zink-Legierungen mit längerer Lebensdauer und der Möglichkeit größerer Fahrstrecken.
Insgesamt entstanden etwa 150 Fahrzeuge. Eine andere Quelle gibt an, dass rund 200 Fahrzeuge gefertigt wurden. Eine weitere Quelle gibt 120 gefertigte Fahrzeuge an. In einer wiederum anderen Quelle wird von etwas über 160 Fahrzeugen geschrieben, wobei zuletzt die Tennessee Valley Authority Ende 1979 zehn Stück erworben habe.
Ein am 13. März 1978 produzierter und auf die Firma B.B.W. Koether Elektroanlagen GmbH zugelassener T2-Elektrotransporter ist erhalten geblieben. Darüber hinaus befand sich ein Fahrzeug im inzwischen aufgelösten Technik- und Verkehrsmuseum in Stade sowie 2014 eines im AutoMuseum Volkswagen in Wolfsburg.